# استنلی آر. جفی
استنلی ریچارد جفی (به انگلیسی: Stanley R. Jaffe؛ زادهٔ ۳۱ ژوئیهٔ ۱۹۴۰ – درگذشتهٔ ١٠ مارس ۲۰٢۵) کارگردان و تهیه کنندهٔ اهل ایالات متحده آمریکا بود. وی در تولید فیلم‌هایی مانند کرامر علیه کرامر، متهم و جذابیت مرگبار نقش داشته‌است.
آر. جفی در ۱۰ مارس ۲۰۲۵، در رانچو مایراج، کالیفرنیا، در سن ۸۴ سالگی درگذشت.